# Balaš
Balaš (srednjepersijski: Wardākhsh/Walākhsh, persijski: بلاش یکم‎; kod grčkih autora: Balas) bio je devetnaesti persijski car sasanidskog carstva od 484. do 488. Bio je brat i naslednik Peroza I (457–484) koji je poginuo u bici protiv Efalitske invazije Irana sa istoka.

## Ime
Balaš je novopersijska forma srednjepersijskog Wardākhsh. Etimologija imena je nejasna. Originalni oblik imena je verovatno Walagash (partijski),i značilo je "snaga".

## Vladavina
Balaš je uzdignut na tron uz pomoć aristokratije posle smrti njegovog brata Peroza I, koji je poginuo u bici kod Herata boreći se protiv Efalita. Po dolasku na vlast, odmah sklapa mir sa Efalitima, koji je koštao carstvo visokog danka. Malo se zna o Balašu,ali prema istočnjačkim izvorima bio je tolerantan prema hrišćanstvu.Međutim, Balaš je bio samo marioneta jednog moćnog sasanidskog aristokrate Sukre.
Nakon smrti Peroza I, jermenska aristokratija se pobunila. Kako je carstvo bilo slabo, Balaš nije poslao vojsku na Jermene, već je sklopio mir sa njima. Uslovi mira su bili da se hrišćanstvo slobodno širi Jermenijom, da se svi oltari iranske religije unište i da se zamene hrišćanskim i da se jermenska zemlja ne dodeljuje ljudima koji prelaze u zoroastrizam.Ali uprkos tome,Jermenija i dalje priznaje vrhovnu vlast Carstva. Nekoliko meseci nakon toga, Perozov sin Zarir je dugao bunu protiv Balaša, mada je ona uz pomoć Jermena ugušena.Ali 488., drugi Perozov sin Kavad diže bunu,i ovog puta uspeva da srvgne Balaša uz pomoć Efalita.